# The Rise of Officer 174
The Rise of Officer 174 è un cortometraggio muto del 1913. Il nome del regista non viene riportato.

## Produzione
Il film fu prodotto dall'Independent Moving Pictures Co. of America (IMP).

## Distribuzione
Distribuito dall'Universal Film Manufacturing Company, il film uscì nelle sale cinematografiche USA il 1º maggio 1913 con il titolo The Heel of the Law.